# Nancsang
Nancsang (kínaiul: 南昌) prefektúra szintű város Kínában, Csianghszi (Jiangxi) tartomány székhelye.
A mezőgazdasági feldolgozóipar, repülőgép-, vegyianyag- és teherautó-gyártás központja. Lakosainak száma 6 255 007 fő (2020).

## Népesség
| Lakosok száma | 4 331 668 | 5 042 566 | 6 255 007 |
|               | 2000      | 2010      | 2020      |

## Közlekedés

### Vasút
A városból indul a Nancsang–Kancsou nagysebességű vasútvonal

### Helyi közlekedés
A városban metró is működik.

## Fordítás
- Ez a szócikk részben vagy egészben  a   Nanchang című angol Wikipédia-szócikk fordításán alapul.  Az eredeti cikk szerkesztőit annak laptörténete sorolja fel. Ez a jelzés csupán a megfogalmazás eredetét és a szerzői jogokat jelzi, nem szolgál a cikkben szereplő információk forrásmegjelöléseként.